# Mysteria minuta
Mysteria minuta is een keversoort uit de familie Vesperidae. De wetenschappelijke naam van de soort werd voor het eerst geldig gepubliceerd in 1988 door Dias.